# Dāmūchāl
Dāmūchāl (persiska: داموچال, Damchāl) är en ort i Iran.   Den ligger i provinsen Gilan, i den norra delen av landet, 210 km nordväst om huvudstaden Teheran. Antalet invånare är 261.
Terrängen runt Dāmūchāl är platt åt nordväst, men åt sydost är den kuperad. Runt Dāmūchāl är det ganska tätbefolkat, med 155 invånare per kvadratkilometer. Närmaste större samhälle är Lāhījān, 4,6 km söder om Dāmūchāl. Omgivningarna runt Dāmūchāl är en mosaik av jordbruksmark och naturlig växtlighet.